# Medium Cool
Medium Cool ist ein US-amerikanischer Film von Haskell Wexler aus dem Jahr 1969. Er verbindet Elemente des Spielfilms und des Dokumentarfilms.

## Handlung
John Cassellis arbeitet als Kameramann für den Chicagoer Fernsehsender WHJP. Er filmt Verkehrsunfälle, Human-Interest-Geschichten oder politische Veranstaltungen, bleibt aber von seiner Arbeit ebenso emotional unberührt wie in seiner Beziehung zu der Krankenschwester Ruth. Als er die alleinerziehende Eileen und ihren Sohn Harold kennenlernt, beginnt er eine emotionale Bindung zu den beiden aufzubauen. Wegen seiner lautstarken Empörung darüber, dass sein Arbeitgeber das FBI das Rohmaterial seiner Aufnahmen hat sichten lassen, wird John entlassen. Während der Unruhen, die die 1968er Democratic National Convention in Chicago begleiten, verschwindet Eileens Sohn. In ihrer Verzweiflung bittet sie John um Hilfe, der sich dazu bereit erklärt. John verliert während der Fahrt die Kontrolle über seinen Wagen; Eileen stirbt noch am Unfallort, John wird lebensgefährlich verletzt. Ihr Unfall wird von Passanten und Fernsehteams beobachtet, die das Geschehen fotografieren und filmen, ohne den Verletzten zu Hilfe zu eilen.

## Hintergrund
Der Titel des Films geht auf den Kommunikationstheoretiker Marshall McLuhan zurück, der mit „hot media“ („heiße Medien“) und „cool media“ („kühle Medien“) Medienformen unterschied, die eine größere oder geringere Partizipation des Betrachters verlangen. Zu den „cool media“, die nach McLuhan eine größere Partizipation verlangen aber auch größere Distanz zum Gezeigten erlauben, zählte er u. a. das Fernsehen.
Haskell Wexler drehte die Aufnahmen von Eileen, die ihren Sohn sucht, inmitten der aktuellen Protestveranstaltungen, die rund um den Parteitag der Demokraten stattfanden. Zu Beginn des Films sind ebenfalls dokumentarische Aufnahmen zu sehen, in der Mitglieder der Nationalgarde den Umgang mit Demonstranten proben.
An einigen Stellen des Films sind Songs von The Mothers of Invention zu hören, unter anderem während eines Konzerts, das John und Eileen besuchen. Die auf der Bühne spielende Band ist jedoch eine andere.
Medium Cool wurde am 27. August 1969 in New York und am 24. September 1969 in Los Angeles erstaufgeführt. Am 23. Oktober 1970 startete er in den deutschen Kinos.

## Kritiken
„Ein wütender, technisch brillanter Film, der einige der Ereignisse des letzten Jahres als Hintergrund […] als Erweiterungen der fiktiven Charaktere benutzt. […] Das Resultat ist ein Film von großer visueller Kraft, eine Art filmisches Guernica, ein Porträt eines explodierenden Amerikas, das in Bruchstücke aus Feindseligkeit, Misstrauen, Angst und Gewalt zerspringt. Der Film ist jedoch weitaus weniger komplex als er erscheint. Die Geschichte um das allmähliche emotionale und politische Erwachen von John Cassellis wird durch die emotionale und politische Tragweite des eigentlichen Geschehens minimiert, das wir, die Zuschauer, direkt erfahren statt durch den Protagonisten. Dies ist ein grundlegendes Problem der Sorte Filme, die Fakt und Fiktion zusammenführen wollen.“

„Drama und Dokument, die Biographie des Helden und die öffentlichen Ereignisse, deren Zeuge und Opfer er wird, werden ziemlich mechanisch und konventionell verbunden. […] Selbst bei den Aufnahmen von Demonstrationen und Polizeibrutalität beim Chikagoer Parteitag der Demokraten bleibt [die Kameraarbeit] der Hollywood Schule verpflichtet. […] Immerhin bewahrt das den Film vor den Fallen des cinema direct: Aus der unbeholfenen Fiktion dieses Films erfährt man doch mehr über Amerika als aus dem blinden Dokumentarismus der meisten Fernsehreportagen.“

„Für Wexler [ist es] ganz selbstverständlich, daß Johns Reportagen bei CIA und FBI kursieren, daß seine Hauptfigur erst den Fernseh-Job, dann die Nerven und schließlich die Gewalt über das Lenkrad verliert. Doch gerade dieses im Grunde private Verhängnis diskreditiert (neben eingestreuten Bettgeschichten) den gutgemeinten Versuch des Regisseurs, mit kleinem Budget (600 000 Dollar) zur großen Bewußtseinsveränderung bei den TV-Profis beizutragen: Die politischen Wirklichkeitszitate dienen, wie seit je in Hollywood üblich, nur der moralischen Erweckung des Helden. Warum die nötig ist, wird jedoch kaum erörtert.“

„Kameratechnisch hervorragende, virtuos montierte Dokumentaraufnahmen von den Unruhen, die 1968 Chicago erschütterten, werden nicht ganz überzeugend mit der Geschichte eines Fernsehreporters verflochten.“

„Ein eher impressionistischer als analytischer Film, der zwar hervorragend fotografiert ist, aber auch zahlreiche Längen aufweist.“

## Auszeichnungen
Medium Cool gewann 1969 den Großen Preis des Internationalen Filmfestivals Mannheim-Heidelberg. 2003 wurde der Film als „kulturell, historisch oder ästhetisch bedeutsam“ in das National Film Registry der Library of Congress aufgenommen.